# Munjava Modruška
Munjava Modruška – wieś w Chorwacji, w żupanii karlowackiej, w gminie Josipdol. W 2011 roku liczyła 63 mieszkańców.